# 察しの悪い雨穴
『察しの悪い雨穴』（さっしのわるいうけつ）は、Carry On所属のYouTuber・終わった人が2024年3月5日にYouTube上に公開した動画である。

## 概要
雨穴の代表作『変な家』のパロディ動画。元となった『変な家』は、渡された家の間取り図から生じた僅かな違和感からその正体を推理していくという展開が知れ渡られているが、この動画でも準じた展開で進んでいく。
同年3月19日には、該当動画の続編となる『【変な家２】察しの悪い雨穴２』が投稿された。

## 登場人物
雨穴
本作の主人公。元ネタとなった雨穴の黒い衣装や仮面は再現しつつも、手指や横顔は露出し、裏声で再現している。
異変に気づいた際は、叫んだり栗原に連絡を入れる。
栗原（くりはら）
雨穴の知り合いの建築技師。「ここからは私の推理になってしまうのですが」が決め台詞。「クソデカい」という単語を使いがち。

## 反響
動画投稿から1週間が経過した時点で再生回数は140万回を突破。
ファンアートまでも描かれるまでの人気を博した。「ネット流行語100 2024」ではトップ20単語賞（12位）を受賞した。
一方で、パロディ元の雨穴はこの動画に対してノーコメントを貫いているため、終わった人は、続編の作成は控えると表明している。